# Obskure
Obskure is een deathmetalband uit Ceará, Brazilië.

## Biografie
Obskure werd in 1989 opgericht door de broers Amaudson en Jolson Ximenes. In datzelfde jaar brachten ze hun eerste album uit genaamd, 'Overcasting'. En drie jaar later hun promo CD "The Emptiness Spectable" met samenwerking van Alex Camargo.
In 2008 werd Obskure gekozen uit vijftig artiesten/bands om Brazilië te vertegenwoordigen op het Wacken Open Air in São Paulo. En in 2012 lanceerden ze "Dense Shades of Mankind", hun tweede album. Welke goed werd ontvangen bij de critici.

## Bandleden
- Germano Monteiro - Zang
- Amaudson Ximenes - Slaggitaar
- Daniel Boyadjian - Zang/leadgitaar
- Jolson Ximenes - Bas
- Wilker Dângelo - Drums
- Fábio Barros - Piano

## Discografie
| Titel                         | Jaar | Opmerkingen |
| ----------------------------- | ---- | ----------- |
| Uterus and Grave              | 1990 |             |
| Opressions in Obscurity       | 1992 |             |
| The Singing of Hungry         | 1993 |             |
| Overcasting                   | 1996 | Promo       |
| Overcasting                   | 1998 | Album       |
| The Emptiness Spectable       | 2001 |             |
| From One Who Stoppen Dreaming | 2005 |             |
| Dense Shades of Mankind       | 2012 | Album       |